# Antolín
Antolín ou Paso Antolín est une ville de l'Uruguay située dans le département de Colonia. Sa population est de 105 habitants.

## Infrastructure
La ville est entre les routes 22 et 83.

## Population
| Année | Population |
| ----- | ---------- |
| 1996  | -          |
| 2004  | 105        |

Référence,: